# Herb Alpert
Herb Alpert, all'anagrafe Herbert Alpert (Los Angeles, 31 marzo 1935), è un trombettista, cantante, compositore e produttore discografico statunitense.
Il suo nome è associato alla band The Tijuana Brass, della quale era leader. Fondatore insieme a Jerry Moss dell'etichetta discografica A&M (Alpert & Moss), Alpert vanta una copiosa discografia e numerosi riconoscimenti fra i quali otto Grammy Awards, quattordici dischi di platino e quindici dischi d'oro.

## Biografia
Herb Alpert iniziò a studiare tromba all'età di otto anni, da adolescente si esibì in varie feste da ballo. Dopo il diploma - nel 1952 - si arruolò nell'esercito per poi esibirsi spesso durante le cerimonie militari; dopo il congedo si attivò per iniziare la carriera di musicista, negli anni cinquanta divenne membro della USC Trojan Marching Band, nel 1954 si laureò e nel 1957 cominciò a collaborare con Lou Adler come compositore per la Keen Records. Un gran numero di brani scritti da Alpert divennero hits già nei primi due anni di collaborazione e fra questi si ricordano Wonderful World di Sam Cooke e "Baby Talk" di Jan and Dean. Nel 1960 Alpert intraprese per breve tempo la carriera di cantante per la RCA con il nome di Dore Alpert.

### I Tijuana Brass
In un piccolo studio di registrazione allestito nel suo garage, Alpert reincise il brano Twinkle Star. Durante un viaggio a Tijuana (Messico), gli capitò di ascoltare un gruppo di mariachi, che si esibiva negli intervalli fra le corride e decise di adattare il suo stile a quello che la folla messicana apprezzava. Twinkle Star fu così rinominata The Lonely Bull ("Il toro solitario"). In tale registrazione le parti che avrebbero dovuto essere eseguite dai trombettisti mariachi furono eseguite dallo stesso Alpert utilizzando la tecnica della sovraregistrazione, registrando più tracce leggermente fuori sincronismo.
Pagò di tasca propria la Conway Records per incidere il singolo e diffonderlo nelle radio, i suoi sforzi furono premiati e il brano alla fine del 1962 entrò nella top ten. In seguito a questo positivo esordio pubblicò pertanto il primo album The Lonely Bull accreditato a Herb Alpert and The Tijuana Brass. Per questo lavoro, e per la maggior parte dei brani degli album successivi, utilizzò come musicisti alcuni celebri turnisti dell'area di Los Angeles noti come Wrecking Crew con la presenza costante del grande batterista Hal Blaine, facente anch'egli parte di tale gruppo. L'album, il primo pubblicato sotto etichetta A&M pur essendo stato registrato negli studi della Conway, rimase in classifica negli Stati Uniti per quasi tutto il 1963, aggiudicandosi un disco d'oro.
Tuttavia, non potendo usufruire della Wrecking Crew per i concerti, Alpert riunì degli altri musicisti creando un gruppo immagine dal vivo per il suo Tijuana Brass. Tale gruppo era formato da quattro italo-americani, John Pisano (chitarra elettrica), Lou Pagani (pianoforte), Nick Ceroli (batteria) e Pat Senatore (basso elettrico) e inoltre Tonni Kalash (tromba) e Bob Edmondson (trombone) più lo stesso Herb Alpert alla tromba. Perciò, con molto umorismo, egli definiva la propria band come formata da quattro lasagne, due begel (caratteristico pane yiddish, in riferimento alla sua stessa origine ebrea e di Tonni Kalash) e un formaggio americano (Bob Edmondson). Nessuno di tali musicisti, né alcuno di quelli utilizzati nei Wrecking Crew, era perciò di origine messicana.
L'innovativo stile musicale, che mescolava influenze di bossa nova, rhythm and blues, swing e musica tradizionale messicana, il tutto eseguito in stile easy listening e unito dal suo talento di strumentista, trasformò in successi anche gli album successivi, compreso il quarto Whipped Cream & Other Delights, che raggiunse il primo posto nella classifica degli LP grazie al brano trainante A Taste of Honey (scritto da Bobby Scott e Ric Marlow e già eseguito dai Beatles), rendendo famoso l'artista in tutto il mondo.
Questo brano venne adottato in seguito come sigla della popolare trasmissione radiofonica Rai Tutto il calcio minuto per minuto.

### Carriera solista

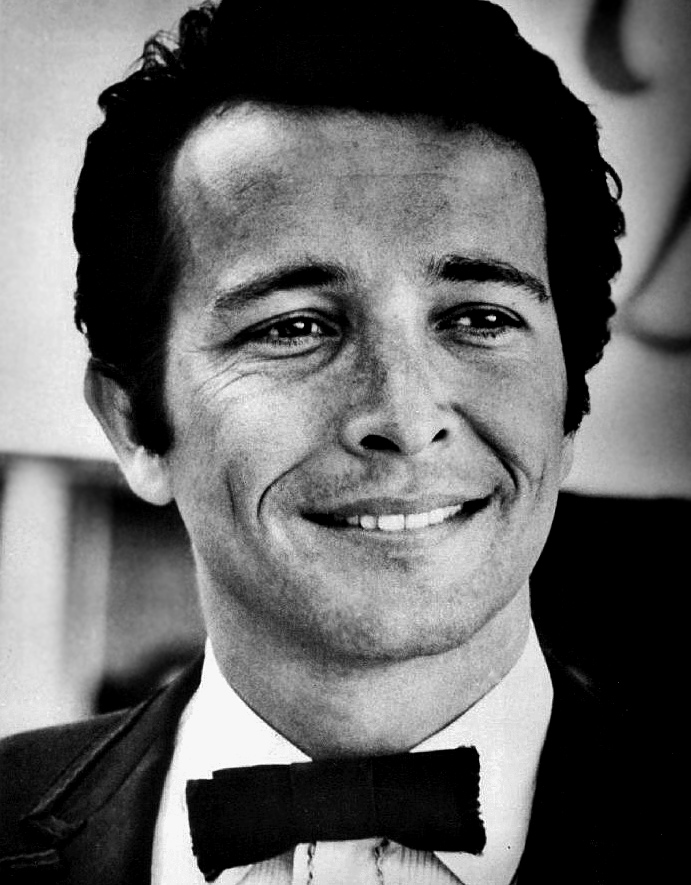
Herb Alpert nel 1966

La band continuò ad esistere e produrre album fino al 1969, quando Alpert decise di scioglierla, anche se negli anni immediatamente successivi uscirono alcuni album realizzati con la collaborazione di alcuni membri della vecchia band sotto il nome di T.J.B.. Nei decenni successivi Alpert intraprese con successo la carriera di solista pubblicando numerosi album.
Uno dei più grandi successi di Herb Alpert fu, paradossalmente, uno dei pochissimi brani da lui interpretati come cantante, This Guy's in Love with You. 
Il brano, composto dall'amico e collaboratore Burt Bacharach (che incideva per la sua casa discografica), doveva servire solo per una trasmissione televisiva, ma il successo all'indomani della messa in onda (1968) fu tale da costringere la A&M a stampare immediatamente un singolo, che raggiunse immediatamente il primo posto nella classifica delle vendite Billboard Hot 100 per quattro settimane e fu successivamente ripreso da numerosissimi artisti e in seguito incluso nel 33 giri "The Beat Of The Brass" sempre nel 1968. Alpert ne cantò e incise subito, anche una versione italiana chiamata Un ragazzo che ti ama (1968).
Alpert è stato spesso ospite e collaboratore di musicisti quali Stan Getz, Gato Barbieri, Rita Coolidge, Gino Vannelli, Sérgio Mendes, Manolo Badrena e Michel Colombier.
Come premio per il lavoro svolto tra il 1962 e il 1992 nell'industria della registrazione musicale tramite l'etichetta discografica A&M, Herb Alpert ha anche una stella propria nella Hollywood Walk of Fame.

## Discografia

### Discografia come Herb Alpert & the Tijuana Brass

#### Album
- 1962 - The Lonely Bull (A&M Records, SP 4101)
- 1963 - Herb Alpert's Tijuana Brass, Volume Two (Stateside, QSL 103)
- 1964 - South of the Border (A&M Records, SLAM 47.031)
- 1965 - Whipped Cream & other Delights (A&M Records, SP 410)
- 1965 - !!Going Places!! (A&M Records, LP 112)
- 1966 - What Now My Love (Derby, DBLS 8023)
- 1966 - S.R.O. (A&M Records, SP 4119)
- 1967 - ...Sounds Like... (A&M Records, SP 4124)
- 1967 - Herb Alpert's Ninth (A&M Records, SP 4134)
- 1967 - Accent on Performance (ADS Audio Visual Productions) con Dick Clark
- 1968 - The Beat Of The Brass (A&M Records, SP-4146)
- 1968 - Christmas Album (A&M Records, SP-4166)
- 1969 - Warm (A&M Records, SP-4190)
- 1969 - The Brass Are Comin' (A&M Records, SP 4228)
- 1971 - Summertime (A&M Records, SLAM 64314)
- 1973 - Portrait of Herb Alpert (A&M Records, ZCABD 40010)
- 1974 - You Smile - The Song Begins (A&M Records, SLAM 63620)
- 1974 - In Europe (A&M Records, CDE-88 315)
- 1975 - Coney Island (A&M Records, SLAM 64521)
- 1984 - Bullish (A&M Records, AMLX 65022)
- 2005 - Lost Treasures (Shout! Factory, DK 32867)
- 2006 - Whipped Cream & other Delights Re-Whipped (Shout! Factory, DK 97641)

#### Raccolte
- 1963 - Sounds Of Tijuana
- 1966 - The Best Of Herb Alpert's Tijuana Brass
- 1966 - South Of The Border
- 1966 - Sounds Tijuana
- 1966 - Ole! Ole!
- 1967 - Viva Mexico
- Herb Alpert And The Tijuana Brass
- 1967 - The Herb Alpert Party Spectacular
- 1967 - America
- 1967 - Mexican Shuffle
- 1969 - The Best From Herb Alpert and The Tijuana Brass
- 1969 - A Taste Of Herb
- 1970 - Stars In Gold
- 1970 - Greatest Hits
- 1970 - Down Mexico Way
- 1970 - Mexican gold
- 1970 - Im Tijuana Taxi
- 1970 - A Banda
- 1970 - Fiesta
- 1970 - This Guy's In Love With You
- 1970 - Musicorama n° 8
- 1970 - Herb Alpert And The Tijuana Brass
- 1970 - Greatest Hits
- 1970 - Carmen 70
- 1970 - Happening
- 1970 - Herb Alpert & The Tijuana Brass Double Deluxe
- 1971 - Tijuana Taxi
- 1971 - Com-Pack
- 1972 - Golden Prize
- 1972 - Gem Of Herb Alpert & The Tijuana Brass
- 1972 - The Best of Herb Alpert & The Tijuana Brass
- 1972 - Herb Alpert & The Tijuana Brass
- 1972 - Seldom in Herb Alpert & The Tijuana Brass
- 1972 - Solid Brass
- 1972 - Solid Brass - Herb Alpert's Greatest Hits Vol. 2
- 1972 - Cabaret
- 1973 - The Happening With Herb Alpert And The Tijuana Brass
- 1973 - GEM
- 1973 - Portrait of Herb Alpert
- 1973 - Foursider
- 1974 - A Treasury of H. A. & TJB, plus selection from The Baja Marimba Band
- 1974 - In Europe
- 1974 - The Magic Beat Of Herb Alpert And The Tijuana Brass
- 1975 - Pop Chronik, Vol 17 Herb Alpert & The Tijuana Brass
- 1976 - Recordando a España
- 1976 - El Bimbo
- 1976 - The Magic Beat Of Herb Alpert And The Tijuana Brass
- 1976 - The Very Best Herb Alpert & The Tijuana Brass
- 1976 - Play The Standards Of Today
- 1977 - Greatest Hits Vol. 2
- 1977 - 40 Greatest
- 1978 - Greatest Hits
- 1978 - Herb Alpert & His Friends
- 1979 - Viva Acapulco
- 1979 - Goldener Trompetensound - Die 20 Grossten Erfolge
- 1979 - Herb Alpert Sounds Capsule Series
- 1982 - Herb Alpert & The Tijuana Brass
- 1986 - The Very Best - 16 Greatest Hits
- 1987 - A Arte De Herb Alpert & Tijuana Brass
- 1987 - Greatest Hits
- 1990 - A&M New Gold Series - Herb Alpert & The Tijuana Brass Vol 1
- 1990 - A&M New Gold Series - Herb Alpert & The Tijuana Brass Vol 2
- 1991 - A&M Gold Series - Herb Alpert & The Tijuana Brass
- 1991 - Best Selection
- 1991 - Special Collection
- 2013 - The Best Very Of 30 Cuts
- 2017 - Selected & Rarities

### Discografia solista

#### Album in studio
- 1976 - Just You And Me
- 1978 - Herb Alpert (con Hugh Masekela)
- 1978 - Main Event Live (con Hugh Masekela)
- 1979 - Rise
- 1980 - Beyond
- 1981 - Magic Man
- 1982 - Fandango
- 1983 - Blow Your Own Horn
- 1984 - Bullish
- 1985 - Wild Romance
- 1987 - Keep Your Eye On Me
- 1988 - Under A Spanish Moon
- 1989 - My Abstract Heart
- 1991 - North On South St.
- 1992 - Midnight Sun
- 1996 - Second Wind
- 1997 - Passion Dance
- 1999 - Herb Alpert & Colors
- 2005 - Lost Treasures
- 2006 - Whipped Cream & Other Delights re-whipped
- 2009 - Anythings Goes (con Lani Hall)
- 2011 - I Feel You (con Lani Hall)
- 2013 - Steppin' Out (con Lani Hall)
- 2014 - In The Mood
- 2015 - Come Fly With Me
- 2016 - Human Nature
- 2017 - Music Volume 1
- 2017 - The Christmas Wish
- 2018 - Music Volume 3 - Herb Alpert Reimagines The Tijuana Brass
- 2019 - Over The Rainbow
- 2020 - Herb Alpert is...
- 2021 - Catch The Wind
- 2022 - Sunny Side Of The Street
- 2023 - Wish Upon A Star
- 2024 - 50

#### Raccolte
- 1981 - The Best Of Herb Alpert
- 1982 - Herb Alpert Greatest Hits
- 1983 - 15 Autenticos Exitos
- 1984 - Latin Festival
- 1986 - A & M Gold Series
- 1987 - Classics Vol. 1
- 1987 - Classics Vol. 20 - Herb Alpert
- 1987 - Herb Alpert Gold Series
- 1991 - A&M Gold Series - Herb Alpert
- 1991 - Herb Alpert (& The Tijuana Brass)'
- 1991 - The Very Best Of Herb Alpert
- 1997 - A Portrait In Music
- 1997 - Coleccion - Mi Historia
- 2001 - Definitive Hits
- 2005 - A Taste Of Herb Alpert & The Tijuana Brass
- 2005 - A Taste Of Herb Alpert & The Tijuana Brass Part 2
- 2007 - Herb Alpert Catalog Sampler 2007
- 2010 - The Essential
- 2011 - Greatest Hits
- 2014 - 24 Exitos En Trompeta

## Riconoscimenti
- Hollywood Walk of Fame: 6929 Hollywood Blvd.